# Tetrapirrol
El tetrapirrol está compuesto por cuatro unidades de pirrol enlazadas por algún átomo u otro grupo para formar un anillo; en el centro de este anillo puede encontrarse un átomo metálico, debido a su capacidad de coordinarse. Los compuestos más representativos que contienen al tetrapirrol son las porfirinas y las ftalocianinas.
Se encuentra en múltiples estructuras biológicas como en el grupo hemo de la hemoglobina en los eritrocitos. En este caso su función principal es la de almacenar y transportar oxígeno de los pulmones hacia los tejidos y dióxido de carbono desde los tejidos periféricos hacia los pulmones. Pero también se encuentran en la clorofila, citocromos, pigmentos biliares y vitaminas.
- Datos: Q422399
- Multimedia: Tetrapyrroles / Q422399